# John Edwards (senator z Kentucky)
John Edwards (ur. w 1748 roku w hrabstwie Stafford w Wirginii, zm. w 1837 roku w pobliżu Paris w Kentucky) – amerykański plantator i polityk.
W latach 1792–1795 reprezentował stan Kentucky w Senacie Stanów Zjednoczonych.